# 35 Hudson Yards
35 Hudson Yards (auch unter dem Namen E Tower und Equinox Tower bekannt) ist ein Super-Wolkenkratzer mit gemischter Nutzung in Midtown Manhattan in New York City. Er wurde als Teil des am Hudson River gelegenen Hudson Yards Redevelopment Project errichtet.

## Beschreibung
35 Hudson Yards befindet sich an der südlichen Ecke der West 33rd Street und Eleventh Avenue im neu ausgewiesenen Viertel Hudson Yards im Stadtteil Chelsea auf der West Side von Manhattan. Nachbargebäude sind die Wolkenkratzer 55 Hudson Yards und der 395 m hohe 30 Hudson Yards.
Das Projekt wurde erstmals im Sommer 2011 der Öffentlichkeit präsentiert. Der Name leitet sich vom Hudson River ab, der den Westrand der Insel Manhattan markiert. Die Straßenadresse lautet 11th Avenue und West 33rd Street. Hier entstand ein großer Gebäudekomplex mit Wolkenkratzern, ähnlich dem des neuen World Trade Centers.
35 Hudson Yards ist als Wohn- und Hotelturm konzipiert, besitzt aber auch Flächen für Büros und einer kleinen Klinik. Der Turm ist 304,8 Meter (1000 Fuß) hoch und hat 72 Etagen. Er ist das höchste Wohngebäude der Hudson Yards und zählt zudem zu den höchsten Gebäuden New Yorks. Entworfen wurde der Wolkenkratzer von dem berühmten Architekten David Childs, der für das international renommierte Architektenbüro Skidmore, Owings and Merrill (SOM) arbeitet. Die 143 Eigentumswohnungen ab der 33. Etage sind luxuriös ausgestattet. Des Weiteren beherbergt der Turm im unteren Teil das 5-Sterne-Hotel „Equinox Hotel New York“ mit 222 luxuriösen Zimmern und Suiten. Außerdem existiert auf drei Stockwerken der Equinox Fitness Club, inklusive eines eigenen Basketballplatzes und Innen- und Außenpool sowie eine Sky Lounge und ein Festsaal. In der ersten Etage befindet sich die Lobby, die mit dem Wandteppich „Flowers“ der schwedischen Künstlerin Helena Hernmarck ausgeschmückt ist. Dem Gebäude liegt der Park „Backyard at Hudson Yards“ zu Füßen.
Mitte Juni 2015 begann der offizielle Bau des Gebäudes, als erste Stahlträger gesetzt und Beton in das Fundament gegossen wurde. Der Bau von 35 Hudson Yards erreichte im Juni 2018 seine Endhöhe von 304,8 m und wurde am 15. März 2019 eröffnet. Er erhielt in der Nachhaltigkeit die LEEDv4 Gold-Zertifizierung.

## Galerie

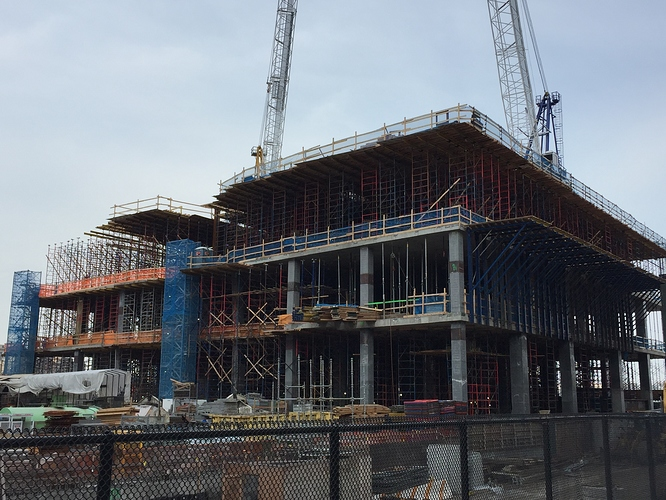
Baustelle am 30. Oktober 2016
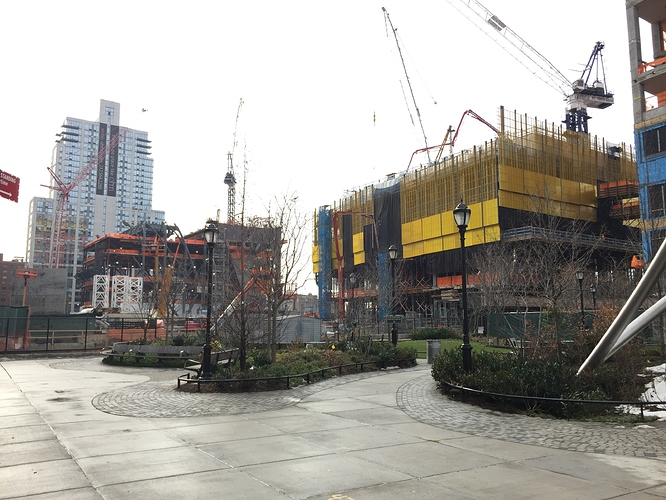
Baustelle am 11. Januar 2017
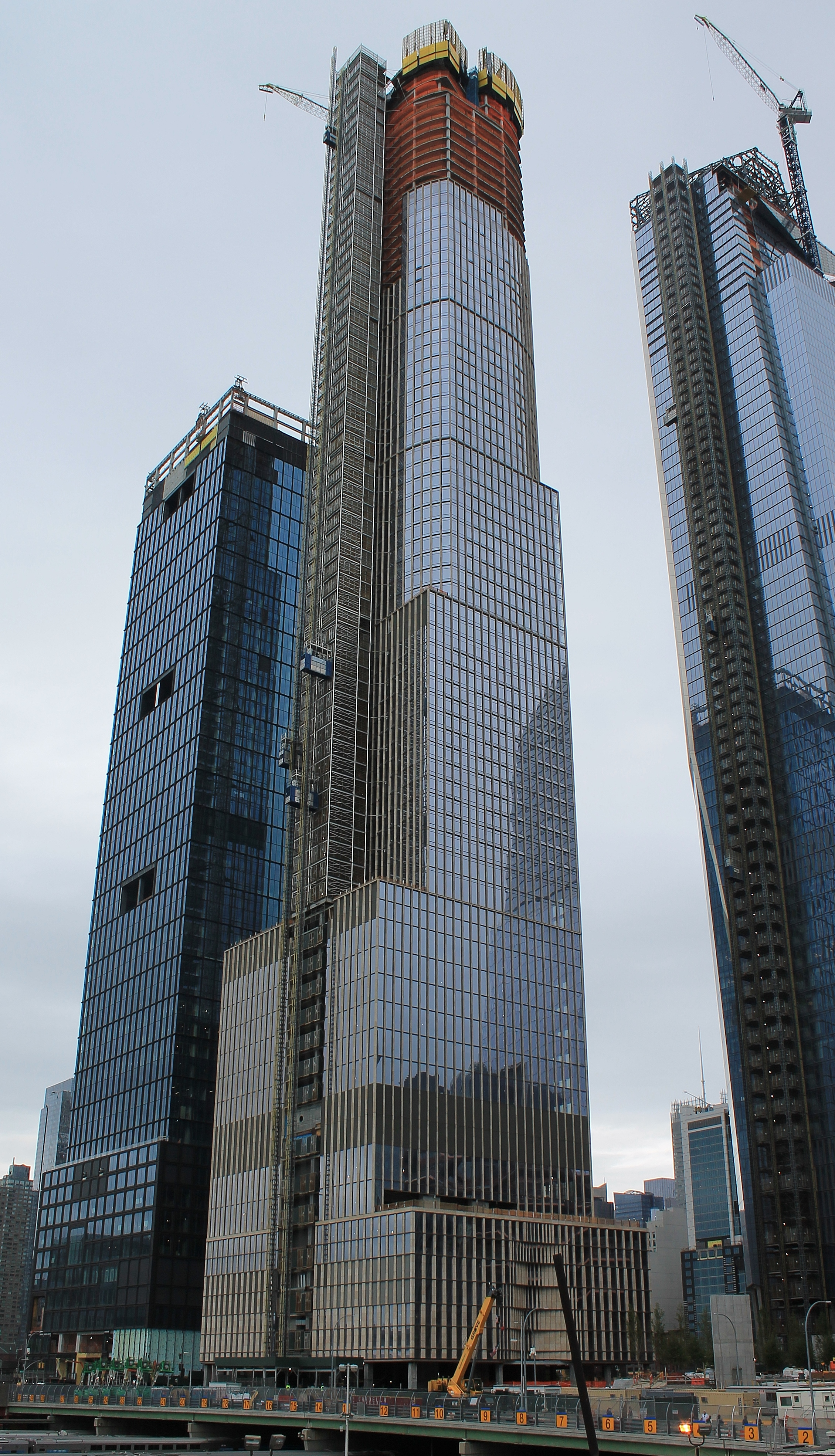
Baufortschritt am 27. Juni 2018
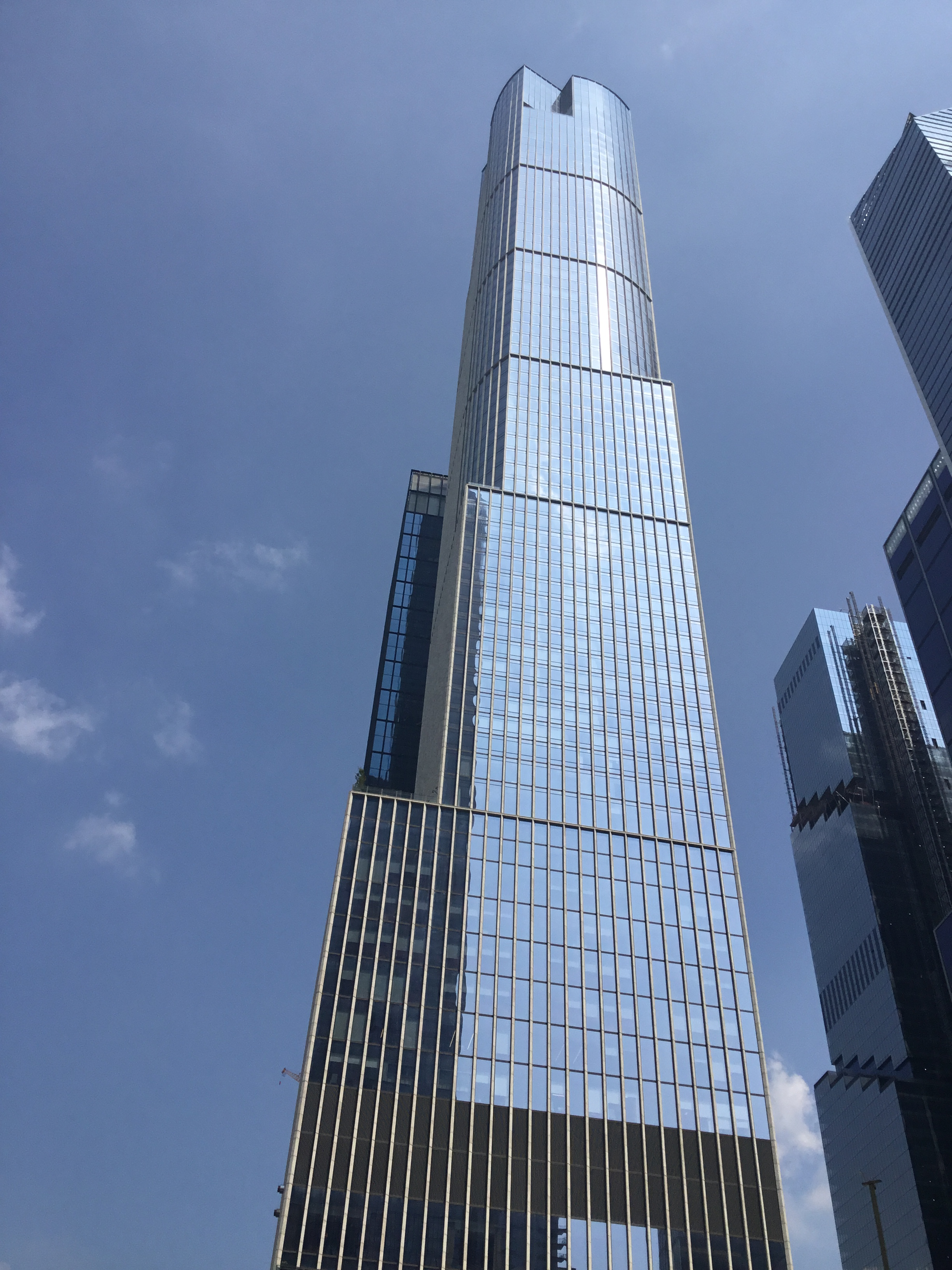
Der Turm am 26. August 2021